# 400 mètres masculin aux Jeux olympiques d'été de 1956 (athlétisme)
Pour un article plus général, voir Athlétisme aux Jeux olympiques d'été de 1956.
Navigation
Helsinki 1952 Rome 1960
L'épreuve du 400 mètres masculin aux Jeux olympiques d'été de 1956 s'est déroulée les 28 et 29 novembre 1956 au Melbourne Cricket Ground de Melbourne, en Australie.  Elle est remportée par l'Américain Charlie Jenkins.

## Finale
| Rang               | Athlète              | Pays                       | Temps  |
| ------------------ | -------------------- | -------------------------- | ------ |
| Médaille d'or      | Charlie Jenkins      | États-Unis                 | 46 s 7 |
| Médaille d'argent  | Karl-Friedrich Haas  | Équipe unifiée d’Allemagne | 46 s 8 |
| Médaille de bronze | Voitto Hellsten      | Finlande                   | 47 s 0 |
| Médaille de bronze | Ardalion Ignatyev    | Union soviétique           | 47 s 0 |
| 5                  | Louis Jones          | États-Unis                 | 48 s 1 |
| 6                  | Malcolm Clive Spence | Afrique du Sud             | 48 s 3 |